# Portos universitet
Portos universitet (portugisiska: Universidade do Porto) är ett portugisiskt universitet i staden Porto i norra delen av landet.  
Det grundades 1911, och är numera landets näst största universitet efter Lissabons universitet.
Universitetet är organiserat i 14 fakulteter, 50 forskningscentra samt Porto Business School, med totalt omkring 30 000 studenter och 2 286 lärare och forskare. 